# Eberhard Gienger
Eberhard Gienger (n. 21 iulie 1951, Künzelsau, Baden-Württemberg, Germania) este un politician german, medaliat olimpic. A participat la 2 ediții ale Jocurilor Olimpice (1972, 1976) în care a câștigat o medalie de bronz.